# DB-Baureihe 240
Die Baureihe 240 waren Diesellokomotiven, die im Jahre 1989 in Zusammenarbeit von MaK, Krupp und ABB als DE 1024 in drei Exemplaren hergestellt wurden. 
Die drei gebauten Lokomotiven sind seit Februar 2021 verschrottet.

## Vorgeschichte

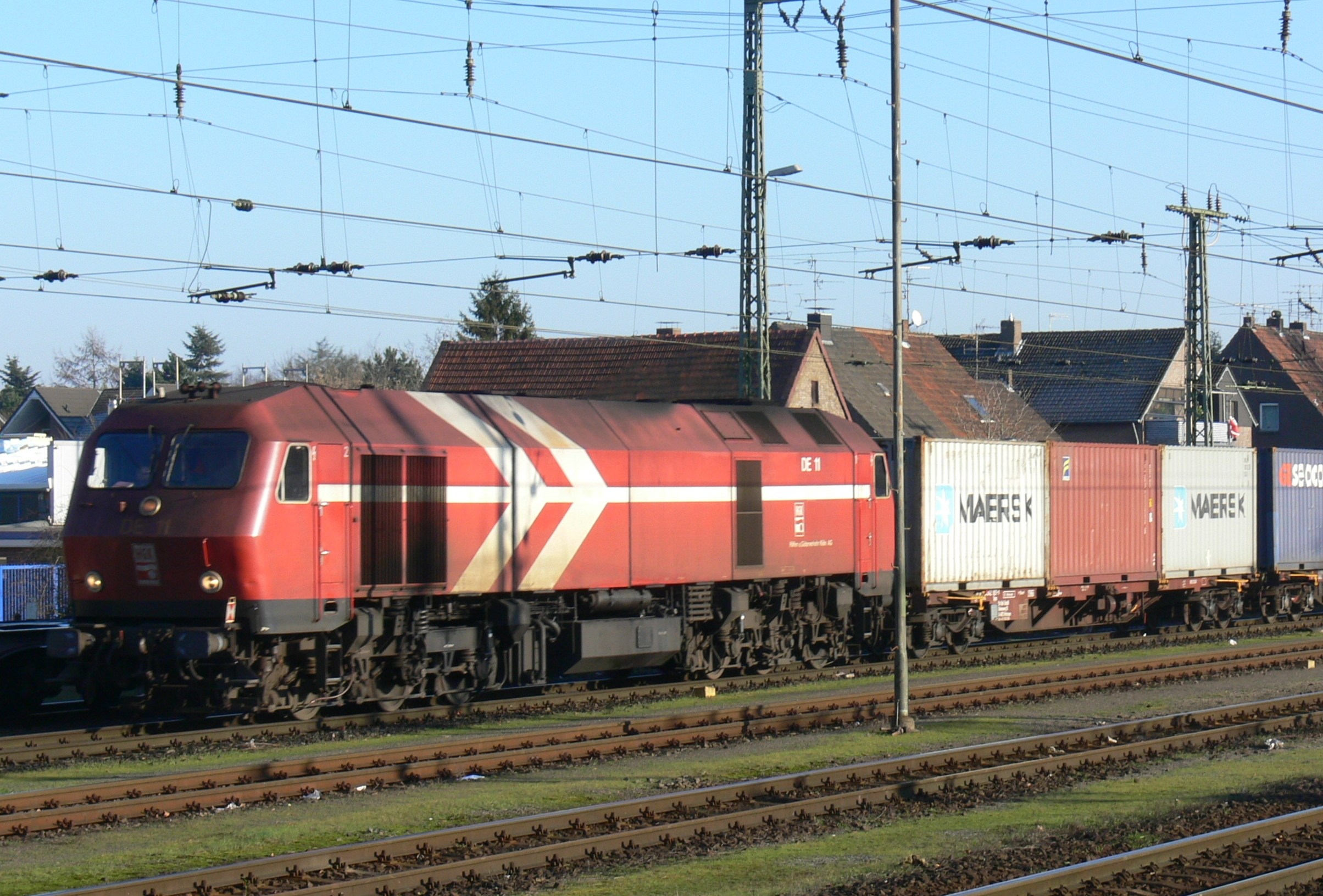
MaK DE 1024 als DE 11 der HGK in Emmerich am 16. Dezember 2007

Die Deutsche Bundesbahn hatte ihr Beschaffungsprogramm für Streckendiesellokomotiven mit der Baureihe 218 abgeschlossen. Den Beschaffungskriterien der DB entsprechend wurden nach der zweimotorigen V 200 ausschließlich einmotorige, vierachsige Maschinen beschafft. Der Antrieb war jeweils dieselhydraulisch. Die sechsachsigen Prototypen V 300 und V 320 überzeugten zwar von der Leistung her, wurden aber nicht in Serie beschafft. Die Planung der DB sah vor, bei entsprechendem Leistungsbedarf schwächere Maschinen in Doppeltraktion zu fahren.
Mit der Henschel-BBC DE 2500 hatte die Lokomotivindustrie auf eigene Kosten in den 1970er Jahren drei moderne Prototypen einer wahlweise vier- oder sechsachsigen dieselelektrischen Lokomotive gebaut. Neben einem sehr futuristischen Lokkasten ist besonders der Drehstrom-Antrieb hervorzuheben. Es wurde nicht nur mit dem dieselhydraulischen Antriebskonzept gebrochen, sondern zudem die wartungsärmeren, jedoch schwer anzusteuernden Drehstrommotoren eingesetzt. Auch an der DE 2500 zeigte die Deutsche Bundesbahn nach eingehender Erprobung kein weiteres Interesse, so dass diese teilweise an Privatbahnen vermietet wurden. An einem Exemplar wurden weitere Versuche mit dem Drehstromantrieb und neuartigen Drehgestellen durchgeführt, deren Ergebnisse für die Entwicklung der Baureihe 120 und des ICE sehr wichtig waren. Diese Lok steht heute im Deutschen Technikmuseum Berlin.

## Bau und Technik

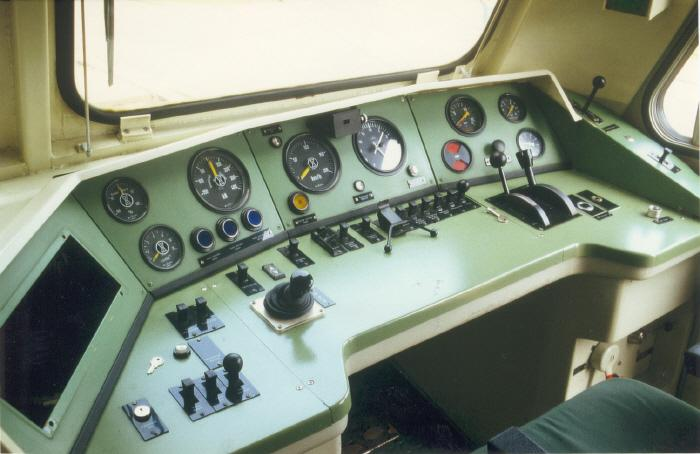
Führerpult der 240 001 mit Indusi

Ende der 1980er Jahre wurden drei neue Prototypen gebaut, die als DE 1024 bezeichnet wurden. Die sechsachsigen und für 160 km/h zugelassenen Lokomotiven verfügten über einen 2650 kW erzeugenden Dieselmotor, welcher über einen Generator die Energie für die Drehstrommotoren lieferte. Die DE 1024 war als Mehrzwecklok konzipiert. Das Anlassen des Dieselmotors erfolgt mittels Druckluft.
Die 1989 fertiggestellten Lokomotiven wurden von der Deutschen Bundesbahn 1990 angemietet und insbesondere in Norddeutschland eingehend erprobt, aber nicht angekauft. Aus Sicht der DB bestand kein echter Bedarf, da einerseits die Elektrifizierung weiterer Hauptstrecken in Norddeutschland und andererseits der nach der Wiedervereinigung bestehende Überhang an starken dieselelektrischen Lokomotiven der Baureihe 232 der Deutschen Reichsbahn eine Anschaffung überflüssig machten.
Die Lokomotiven wurden 1996, nach der Übergabe an die HGK, mit der betriebseigenen PZB Zugart „30“ ausgerüstet, 1998 folgte die niederländische Zugsicherung „ATB“.

## Verbleib

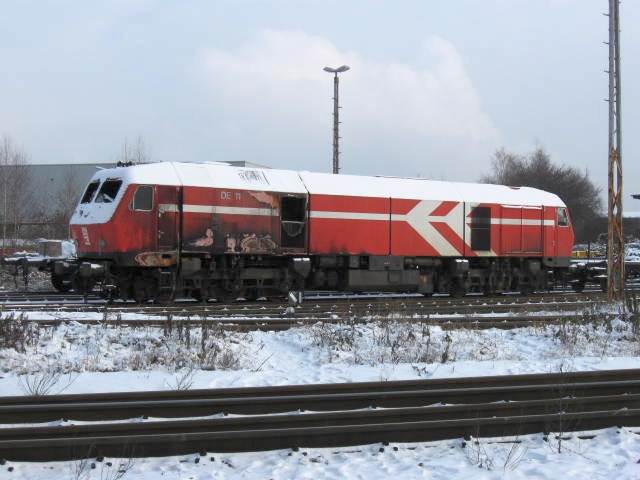
MaK DE 1024 als DE 11 der HGK ausgebrannt in Brühl, Januar 2010

Nach der Rückgabe durch die DB gelangten die Lokomotiven über Umwege zur HGK, wo sie als DE 11–13 umgezeichnet worden sind. DE 11 und DE 12 wurden nach Führerstandsbränden im Bahnbetriebswerk der HGK in Brühl-Vochem abgestellt. Somit war DE 13 die letzte betriebsfähige Lok dieser Baureihe. Nach Fristablauf im Jahr 2014 wurde auch sie abgestellt. Eine neue Hauptuntersuchung wurde wegen zu hoher Kosten in der Einzelteilbeschaffung seitens der HGK abgelehnt.
Die 240 001-8 „DE 11“ und 240 003-4 „DE 13“ wurden im August 2020 in Brühl Güterbahnhof verschrottet.
Die Lok DE 12 wurde am 25. Juli 2009 von Brühl-Vochem nach Kiel zum Kieler Voith-Werk überführt und im Rahmen des EU-Projektes CREAM zu einer Zweikraft-Lokomotive umgebaut, welche unter dem Namen Voith Futura präsentiert wurde. CREAM steht für Customer-driven Rail-freight und soll den Güterverkehr von der Nordsee zum Bosporus neu beleben. Die Lok stand von 2010 bis 2021 ungenutzt im Hafen Kiel-Wik abgestellt. Am 25. Februar 2021 wurde die Lokomotive zerlegt. Damit wurde die letzte noch verbliebene Lokomotive der Baureihe 240 verschrottet.
Das vollständige Führerhaus 2 der DE 13 wurde demontiert und ging an die KBEF e. V. Wesseling, die dieses für die Nachwelt erhalten wird.

## Weiterentwicklungen
In Formsprache und Konzeption stand die DE 1024 Pate für die DE 2700 von MaK (seit 1998 Vossloh), welche jedoch durch ihre Schadanfälligkeit sowohl in Norwegen als auch bei der NOB negative Schlagzeilen machte. Zu weiteren Nachbauten kam es nicht mehr.